# Mandla
Mandla (hindi मंडला) és una ciutat i municipalitat a Madhya Pradesh capital del districte de Mandla, prop del riu Narbada que la rodeja per tres costats, a 22° 36′ N, 80° 23′ E / 22.6°N,80.38°E. Fou la capital del regne gond de Garha-Mandla. Al cens del 2001 Mandla consta amb una població de 45.907 habitants.

## Història
Abans del 1500 la ciutat s'anomenava Maheshwari Nagar. Al segle xvi fou establerta com a capital del regne gond de Garha-Mandla.

## Imatges
Limitades a la versió en anglès.